# Делет
Делет (фр. Delettes) је насеље и општина у североисточној Француској у региону Север-Па д Кале, у департману Па де Кале која припада префектури Сент Омер.
По подацима из 2011. године у општини је живело 1146 становника, а густина насељености је износила 78,01 становника/km². Општина се простире на површини од 14,69 km². Налази се на средњој надморској висини од 54 метара (максималној 138 m, а минималној 36 m).

## Демографија
| 1962. | 1968. | 1975. | 1982. | 1990. | 1999. | 2011. |
| ----- | ----- | ----- | ----- | ----- | ----- | ----- |
| 728   | 742   | 743   | 821   | 912   | 912   | 1.146 |

График промене броја становника у току последњих година